# Søkabel
Et søkabel er et kabel lagt på havbunden for at overføre telekommunikation eller strøm.
Det første søkabel overførte telegrafiske meddelelser. Senere generationer af søkabler transporterede telefonisk trafik, senere også data kommunikation. Alle moderne kabler bruger lysleder/fiber-teknologi til at overføre datamængder. Disse kan bruges til at overføre telefonisk trafik ligesåvel som internet og privat datatrafik. De er typisk 6,9 cm i diameter og vejer omkring 10 kg per meter, men tyndere og lettere kabler bruges ofte på dybt vand.
I 2003 forbandt søkabler alle verdens kontinenter, med undtagelse af Antarktis.
I Danmark har Nørre Nebel i Blaabjerg en central placering, her går bl.a. det transatlantiske-telekommunikationskabel, TAT-14, i land.

## Reparation
Kablerne kan blive ødelagt af bundtrawl, ankre, jordskælv, strømme på havbunden og sågar hajbid. Baseret på undersøgelser af brud i Atlanterhavet og Det Caribiske Hav fandt man ud af, at mellem 1959 og 1996 skyldtes mindre end 9% af skaderne på søkabler naturlige hændelser. Som reaktion på denne trussel mod kommunikationsnetværket er man begyndt at grave søkabler ned. Den gennemsnitlige forekomst af kabelfejl var 3,7 per 1.000 km per år fra 1959 til 1979. Denne hyppighed blev reduceret til 0,44 fejl pr. 1.000 km om året efter 1985 på grund af den udbredte nedgravning af kabler efter 1980. Alligevel hører kabelbrud på ingen måde fortiden til, med mere end 50 reparationer om året alene i Atlanterhavet, og betydelige brud i 2006, 2008, 2009 og 2011.
Fisketrawlernes tilbøjelighed til at forårsage kabelfejl kan meget vel have været udnyttet under den kolde krig. For eksempel opstod der alene i februar 1959 hele 12 brud på fem amerikanske transatlantiske kommunikationskabler. Som svar tilbageholdte og undersøgte det amerikanske flådefartøj, USS Roy O. Hale, den sovjetiske trawler Novorosiysk. En gennemgang af skibets logbog viste, at det havde været i nærheden af hvert eneste af kablerne, da de gik i stykker. Der blev også fundet ødelagte kabelsektioner på dækket af Novorosiysk. Det så ud til, at kablerne var blevet trukket med af skibets net og derefter skåret over for at frigøre nettene, da de blev trukket op på dækket. Sovjetunionens holdning til undersøgelsen var, at den var uberettiget, men USA henviste til Konventionen om beskyttelse af undersøiske telegrafkabler (en) fra 1884, som Rusland havde underskrevet (før dannelsen af Sovjetunionen), som bevis på overtrædelse af den internationale protokol fra den sovjetiske side af..
Landstationer kan lokalisere et brud på et kabel meget hurtigt ved hjælp af elektriske målinger, f.eks. gennem spread-spectrum time-domain reflectometry (SSTDR), en type time-domain reflectometry, der kan bruges i levende miljøer. På nuværende tidspunkt kan SSTDR indsamle et komplet datasæt på 20 ms. Spread spectrum-signaler sendes ned gennem ledningen, og derefter observeres det reflekterede signal. Det korreleres derefter med kopien af det sendte signal, og der anvendes algoritmer på signalernes form og timing for at lokalisere bruddet.
Et kabelreparationsskib vil blive sendt til stedet for at smide en markeringsbøje i nærheden af bruddet. Der bruges flere typer grab afhængigt af situationen. Hvis den pågældende havbund er sandet, bruges en grab med stive tænder til at pløje under overfladen og fange kablet. Hvis kablet ligger på en stenet havoverflade, er graben mere fleksibel med kroge i længden, så den kan tilpasse sig den skiftende overflade. På særligt dybt vand er kablet måske ikke stærkt nok til at blive løftet som en enkelt enhed, så der bruges en særlig grab, der skærer kablet over kort tid efter, at det er blevet hægtet fast, og kun én kabellængde bringes op til overfladen ad gangen, hvorefter en ny sektion splejses på. Det reparerede kabel er længere end det oprindelige, så det overskydende lægges bevidst i en »U«-form på havbunden.
Flere havne i nærheden af vigtige kabelruter er blevet hjemsted for specialiserede kabelreparationsskibe. Halifax, Nova Scotia, var hjemsted for et halvt dusin af sådanne skibe i det meste af det 20. århundrede, herunder langtidsholdbare skibe som CS Cyrus West Field, CS Minia og CS Mackay-Bennet]. De to sidstnævnte blev senere hyret til at bjærge ofrene fra RMS Titanics forlis. Besætningerne på disse skibe udviklede mange nye teknikker og anordninger til at reparere og forbedre kabellægningen.